# Dreptul de a deține și purta arme în Statele Unite ale Americii
Dreptul de a deține și purta arme în Statele Unite este un drept fundamental⁠(d) protejat de al Doilea Amendament – parte a Cartei Drepturilor – din Constituția Statelor Unite și de majoritatea constituțiilor⁠(d) statelor americane. Al doilea amendament precizează că:
```
O miliție bine rânduită fiind necesară pentru siguranța unui stat liber, dreptul poporului de a deține și de a purta arme nu va fi îngrădit.
[
5
]
[
6
]
[
7
]
```

În Statele Unite – țară cu un sistem de drept comun – dreptul de a deține și purta arme a fost recunoscut înainte de redactarea unei constituții naționale. Când coloniștii⁠(d) din cele treisprezece colonii nord-americane s-au opus britanicilor în timpul Revoluției americane, aceștia au citat Declarația drepturilor din 1689 drept model.

## Declarația drepturilor din 1689
Abordarea americană a dreptului de a deține și purta arme a fost influențată de o lege a Parlamentului⁠(d) englez, intitulată "Declarația drepturilor din 1689".
Declarația drepturilor nu a formulat vreun drept nou de a deține arme, ci a anulat legi ale regelui romano-catolic Iacob al II-lea al Angliei care a dezarmat forțat populația de credință protestantă și, în același timp, a înarmat catolicii. Prin această decizie, regele a încălcat legislația englezească și drepturi individuale. Declarația menționa că protestanții pot să poarte arme pentru propria siguranță, conform legii. De asemenea, s-a stabilit că reglementarea dreptului de a purta arme este realizată de parlament și nu de monarh.
Juristul britanic William Blackstone⁠(d) scria, în secolul al XVIII-lea, că dreptul de a deține arme suplimentează „dreptul natural la rezistență și autoconservare”, dar recunoaște că dreptul depinde de circumstanțe și de lege.